# Scottville (Michigan)
Scottville est une ville du comté de Mason, dans l'État du Michigan, aux États-Unis. En 2020, sa population était de 1 356 habitants.